# Eryphus marginatus
Eryphus marginatus là một loài bọ cánh cứng trong họ Cerambycidae.